# 甘肃经济日报
甘肃经济日报创刊于1982年4月，是甘肃省人民政府主办、中共甘肃省委宣传部指导的以经济宣传为主的综合性日报。

## 历史沿革
《甘肃经济日报》最早可以追溯到1979年5月成立的《财贸战线》报甘肃记者站。1983年1月，《财贸战线》改为《经济日报》，派驻甘肃的代表机构也改称《经济日报》报甘肃记者站。1982年4月2日，《甘肃财贸报》创刊。1984年更名为《甘肃经济报》，周二刊，4开4版，由甘肃省经委主管主办。1994年7月正式更名为《甘肃经济日报》，对开4版，成为甘肃省人民政府机关报。2000年至2001年曾一度休刊。2001年4月，归属甘肃日报社主管主办。
2011年9月16日，在甘肃省工商行政管理局注册成立甘肃日报报业集团有限责任公司甘肃经济日报分公司。

## 总编辑
历任总编辑：王明远、向大明、杨战锋、于尔生、王博业、韩凤彪。